# Трусов, Дмитрий Валентинович
Дми́трий Валенти́нович Тру́сов (род. 19 октября 1984 года, Ярославль, Ярославская область, РСФСР, СССР) — российский хоккеист, игравший в клубах Казахской хоккейной лиги.

## Биография
Воспитанник ярославской хоккейной школы, игровую карьеру начал в 2001 году в «Локомотиве-2», затем играл в клубах первой и высшей лиг России: ухтинском «Технологе» (2001/2002), клубах «Тамбов» (2002/2003) и «Воронеж» (2002—2004), кирово-чепецкой «Олимпии» и лениногорском «Нефтянике» (2003/2004), орском «Южном Урале» (2004/2005), серовском «Металлурге» (2005—2008), челябинском «Мечеле» (2008/2009), нижнетагильском «Спутнике» (2008—2010). После создания Высшей хоккейной лиги представлял входящие в неё клубы: тюменский «Рубин» (2010—2012 и 2013/2014), вновь «Спутник» из Нижнего Тагила (2012/2013 и 2014/2015), казахстанский клуб ВХЛ «Торпедо» из Усть-Каменогорска (2015/2016).
В сезоне 2016/2017 играл в клубах Казахской хоккейной лиги «Бейбарыс» из Атырау и «Арлан» из Кокшетау.
В составе сборной России стал серебряным призёром Зимней Универсиады 2007.
Тренер в СДЮШОР ХК «Локомотив-2004» г. Ярославль.

## Достижения
- Серебряный призёр Зимней Универсиады 2007.